# Canton d'Évron
Le canton d'Évron est une circonscription électorale française située dans le département de la Mayenne et la région Pays de la Loire.

## Géographie
Ce canton est organisé autour d'Évron dans les arrondissements de Laval et Mayenne. Son altitude varie de 65 m (Neau) à 357 m (Sainte-Gemmes-le-Robert) pour une altitude moyenne de 127 m.

## Histoire
Par décret du 21 février 2014, le nombre de cantons du département passe de 32 à 17, mais le nombre de conseillers passe donc de 32 conseillers généraux à 34 conseillers départementaux, puisque désormais des binômes seront élus avec mise en application aux élections départementales de mars 2015. Le canton d'Évron est conservé et s'agrandit. Il passe de 11 à 25 communes.

## Représentation

### Conseillers d'arrondissement (de 1833 à 1940)
| Période                                  | Période              | Identité                    | Étiquette                | Qualité |
| ---------------------------------------- | -------------------- | --------------------------- | ------------------------ | --- |
| 1833                                     | 1871                 | Julien Foucher              |                          | Maire de Neau puis d'Assé-le-Bérenger                                                                       |
| 1871                                     | 1880                 | M. Angot                    |                          | Notaire, adjoint au maire de Sainte-Gemmes-le-Robert                                                        |
| 1880                                     | 1895                 | Henri Guéranger             |                          | Notaire à Voutré                                                                                            |
| 1895                                     | Oct.1896 (démission) | M. Lefizelier               | Républicain indépendant  | Juge suppléant au Mans (Sarthe), propriétaire à Nice (Alpes-Maritimes)                                      |
| 1896                                     | 1913                 | René Lair de La Motte       | Républicain progressiste | Propriétaire-agriculteur au Clos-Huet à Évron                                                               |
| 1913                                     | 1925                 | Edmond Lancelin (1859-1939) | Républicain radical      | Mécanicien à Évron                                                                                          |
| 1925                                     | 1929                 | Charles Mille               | Radical                  | Éleveur à La Tisonnière, adjoint au maire puis maire d'Assé-le-Bérenger                                     |
| 1929                                     | 1940                 | Alphonse Mauny              | Radical                  | Marchand de grains à Évron                                                                                  |
| 1940                                     |                      |                             |                          | Les conseils d'arrondissement ont été suspendus par la loi du 12 octobre 1940 et n'ont jamais été réactivés |
| Les données manquantes sont à compléter. |                      |                             |                          | |

Source : Répertoire numérique des annuaires administratifs de la Mayenne. https://archives.lamayenne.fr/archives-en-ligne/ead.html?id=FRAD053_2NUM242&c=FRAD053_2NUM242_e0000017&qid=

### Conseillers généraux de 1833 à 2015
| Période | Période          | Identité                          | Étiquette             | Qualité                                                                                  |
| ------- | ---------------- | --------------------------------- | --------------------- | ---------------------------------------------------------------------------------------- |
| 1833    | 1867             | Maurice Ollivier (1793-1880)      |                       | Juge de paix, maire d'Évron en 1830, député en 1834                                      |
| 1867    | 1878 (décès)     | Pierre-Albert Janin               |                       | Propriétaire, maire d'Évron                                                              |
| 1878    | 1893 (décès)     | Edmond Gerbault                   | Républicain           | Chaufournier à Saint-Berthevin                                                           |
| 1894    | 1900 (démission) | Léon Courcelle                    | Républicain           | Propriétaire, maire d'Évron (1884-1897)                                                  |
| 1900    | 1901 (démission) | Augustin de la Croix-Herpin       |                       | Maire d'Évron                                                                            |
| 1901    | 1913 (décès)     | Comte Charles Horric de Beaucaire | Républicain Libéral   | Ambassadeur de France au Danemark, maire de Mézangers (1896-1912)                        |
| 1913    | 1929 (décès)     | Henri Cavellet de Beaumont        | Rad.                  | Propriétaire, maire d'Évron                                                              |
| 1929    | 1940             | Charles Mille (1879-1948)         | Rad.                  | Agriculteur, maire d'Assé-le-Bérenger, conseiller d'arrondissement                       |
|         |                  |                                   |                       |                                                                                          |
| 1945    | 1948 (décès)     | Charles Mille                     | Rad.                  | Agriculteur à Assé-le-Bérenger                                                           |
| 1949    | 1982             | Raoul Vadepied                    | MRP puis CDP puis UDF | Agriculteur, sénateur (1965-1983), maire d'Évron (1951-1977)                             |
| 1982    | 2006 (décès)     | Michel Nicolas                    | RPR, puis UMP         | Vétérinaire, maire d'Évron (1995-2006)                                                   |
| 2006    | 2015             | Jean-Pierre Bourdin               | DVG                   | Professeur, maire de Voutré (1996-2015), député-suppléant de Guillaume Garot (2007-2012) |

### Conseillers départementaux à partir de 2015
| Période élective | Période élective | Mandat | Mandat   | Identité            | Nuance | Nuance | Qualité                                                                         |
| ---------------- | ---------------- | ------ | -------- | ------------------- | ------ | ------ | ------------------------------------------------------------------------------- |
| 2015             | 2021             | 2015   | 2021     | Joël Balandraud     |        | UDI    | Vétérinaire, maire d'Évron, président de la communauté de communes des Coëvrons |
| 2015             | 2021             | 2015   | 2021     | Marie-Cécile Morice |        | LR     | Maire de Bais, ancienne conseillère générale du canton de Bais (1997-2015)      |
| 2021             | 2028             | 2021   | en cours | Joël Balandraud     |        | UDI    | Conseiller sortant                                                              |
| 2021             | 2028             | 2021   | en cours | Sandrine Galloyer   |        | DVD    | Ancienne professeure, adjointe au directeur diocésain, La Bazouge-des-Alleux    |

### Résultats détaillés

#### Élections de mars 2015
À l'issue du 1er tour des élections départementales de 2015, deux binômes sont en ballottage : Joël Balandraud et Marie-Cécile Morice (Union de la Droite, 49,78 %) et Jean-Michel Cadenas et Denise Faure (FN, 22,79 %). Le taux de participation est de 51,01 % (8 118 votants sur 15 913 inscrits) contre 50,77 % au niveau départemental et 50,17 % au niveau national.
Au second tour, Joël Balandraud et Marie-Cécile Morice (Union de la Droite) sont élus avec 71,64 % des suffrages exprimés et un taux de participation de 50,98 % (5 176 voix pour 8 112 votants et 15 913 inscrits).

#### Élections de juin 2021
Le premier tour des élections départementales de 2021 est marqué par un très faible taux de participation (33,26 % au niveau national). Dans le canton d'Évron, ce taux de participation est de 30,35 % (4 941 votants sur 16 282 inscrits) contre 32,1 % au niveau départemental. À l'issue de ce premier tour, deux binômes sont en ballottage : Joël Balandraud et Sandrine Galloyer (DVC, 65,98 %) et Marie-Aude Amiel et Ythier Bonneau (RN, 17,14 %).
Le second tour des élections est marqué une nouvelle fois par une abstention massive équivalente au premier tour. Les taux de participation sont de 34,36 % au niveau national, 32,97 % dans le département et 30,42 % dans le canton d'Évron. Joël Balandraud et Sandrine Galloyer (DVC) sont élus avec 81,91 % des suffrages exprimés (3 645 voix pour 4 954 votants et 16 285 inscrits),,. 

## Composition

### Composition avant 2015
Le canton d'Évron regroupait onze communes.
| Nom                      | Code Insee | Codepostal | Superficie (km2) | Population (dernière pop. légale) | Densité (hab./km2) |
| ------------------------ | ---------- | ---------- | ---------------- | --------------------------------- | ------------------ |
| Évron (chef-lieu)        | 53097      | 53600      | 35,52            | 7 148 (2010)                      | 201                |
| Assé-le-Bérenger         | 53010      | 53600      | 11,68            | 425 (2012)                        | 36                 |
| Châtres-la-Forêt         | 53065      | 53600      | 13,60            | 798 (2010)                        | 59                 |
| Livet                    | 53134      | 53150      | 11,16            | 148 (2012)                        | 13                 |
| Mézangers                | 53153      | 53600      | 29,34            | 695 (2012)                        | 24                 |
| Neau                     | 53163      | 53150      | 12,65            | 708 (2012)                        | 56                 |
| Saint-Christophe-du-Luat | 53207      | 53150      | 19,12            | 774 (2010)                        | 40                 |
| Sainte-Gemmes-le-Robert  | 53218      | 53600      | 35,62            | 860 (2012)                        | 24                 |
| Saint-Georges-sur-Erve   | 53221      | 53600      | 20,17            | 387 (2012)                        | 19                 |
| Vimarcé                  | 53274      | 53160      | 20,77            | 231 (2012)                        | 11                 |
| Voutré                   | 53276      | 53600      | 18,57            | 915 (2012)                        | 49                 |

Situation de l'ancien territoire du canton dans l'arrondissement de Laval.

À la suite du redécoupage des cantons pour 2015, toutes les communes sont à nouveau rattachées au canton d'Évron.
Contrairement à beaucoup d'autres cantons, le canton d'Évron n'inclut aucune commune supprimée depuis la création des communes sous la Révolution.

### Composition depuis 2015
Lors du redécoupage de 2014, le canton d'Évron comprenait vingt-cinq communes entières.
À la suite de la création des communes nouvelles d'Évron et de Montsûrs et au décret du 5 mars 2020 rattachant entièrement cette dernière au canton d'Évron, ainsi qu'à la création au 1er janvier 2021 de la commune nouvelle de Vimartin-sur-Orthe, le canton compte désormais dix-huit communes entières.
| Nom                           | Code Insee | Intercommunalité | Superficie (km2) | Population (dernière pop. légale) | Densité (hab./km2) | Modifier                                    |
| ----------------------------- | ---------- | ---------------- | ---------------- | --------------------------------- | ------------------ | ------------------------------------------- |
| Évron (bureau centralisateur) | 53097      | CC des Coëvrons  | 68,24            | 8 380 (2022)                      | 123                | modifier les données · modifier les données |
| Assé-le-Bérenger              | 53010      | CC des Coëvrons  | 11,68            | 419 (2022)                        | 36                 | modifier les données · modifier les données |
| Bais                          | 53016      | CC des Coëvrons  | 26,23            | 1 220 (2022)                      | 47                 | modifier les données · modifier les données |
| La Bazouge-des-Alleux         | 53023      | CC des Coëvrons  | 18,10            | 550 (2022)                        | 30                 | modifier les données · modifier les données |
| Brée                          | 53043      | CC des Coëvrons  | 16,41            | 584 (2022)                        | 36                 | modifier les données · modifier les données |
| Champgenéteux                 | 53053      | CC des Coëvrons  | 25,11            | 495 (2022)                        | 20                 | modifier les données · modifier les données |
| Hambers                       | 53113      | CC des Coëvrons  | 25,93            | 625 (2022)                        | 24                 | modifier les données · modifier les données |
| Izé                           | 53120      | CC des Coëvrons  | 28,15            | 458 (2022)                        | 16                 | modifier les données · modifier les données |
| Livet                         | 53134      | CC des Coëvrons  | 11,16            | 187 (2022)                        | 17                 | modifier les données · modifier les données |
| Mézangers                     | 53153      | CC des Coëvrons  | 29,34            | 625 (2022)                        | 21                 | modifier les données · modifier les données |
| Montsûrs                      | 53161      | CC des Coëvrons  | 68,14            | 3 192 (2022)                      | 47                 | modifier les données · modifier les données |
| Neau                          | 53163      | CC des Coëvrons  | 12,65            | 757 (2022)                        | 60                 | modifier les données · modifier les données |
| Saint-Georges-sur-Erve        | 53221      | CC des Coëvrons  | 20,17            | 394 (2022)                        | 20                 | modifier les données · modifier les données |
| Saint-Thomas-de-Courceriers   | 53256      | CC des Coëvrons  | 12,95            | 162 (2022)                        | 13                 | modifier les données · modifier les données |
| Sainte-Gemmes-le-Robert       | 53218      | CC des Coëvrons  | 35,62            | 770 (2022)                        | 22                 | modifier les données · modifier les données |
| Trans                         | 53266      | CC des Coëvrons  | 15,43            | 227 (2022)                        | 15                 | modifier les données · modifier les données |
| Vimartin-sur-Orthe            | 53249      | CC des Coëvrons  | 71,92            | 1 107 (2022)                      | 15                 | modifier les données · modifier les données |
| Voutré                        | 53276      | CC des Coëvrons  | 18,57            | 905 (2022)                        | 49                 | modifier les données · modifier les données |
| Canton d'Évron                | 5306       |                  | 515,80           | 21 057 (2022)                     | 41                 | modifier les données                        |

## Démographie

### Démographie avant 2015
| 1962  | 1968  | 1975   | 1982   | 1990   | 1999   | 2006   | 2011   | 2012   |
| ----- | ----- | ------ | ------ | ------ | ------ | ------ | ------ | ------ |
| 9 136 | 9 587 | 10 207 | 11 218 | 11 794 | 12 363 | 12 805 | 13 060 | 13 072 |

### Démographie depuis 2015
En 2022, le canton comptait 21 057 habitants, en évolution de −0,69 % par rapport à 2016 (Mayenne : −0,73 %, France hors Mayotte : +2,11 %).
| 2013   | 2018   | 2022   |
| ------ | ------ | ------ |
| 21 155 | 20 913 | 21 057 |